# Megan Keller
Megan Keller, född 1 maj 1996 i Farmington i Michigan, är en amerikansk ishockeyspelare (back).
Keller var på elfte plats i poängligan i världsmästerskapet i ishockey för damer 2022, men trea bland backar efter Daniela Pejšová och Ella Shelton samt etta bland backar i USA:s lag. Keller gjorde ett mål och åtta assists på sju matcher.